# As Sukhnah (huyện)
Huyện As Sukhnah là một huyện thuộc tỉnh Al Hudaydah, Yemen. Đến thời điểm năm 2003, huyện này có dân số 59652 người